# The Local
The Local – sieć regionalnych anglojęzycznych portali w Europie.

## Charakterystyka
Pierwszy serwis powstał w Szwecji w 2004 roku. Obecnie redagowany jest również w Austrii, Danii, Francji, Niemczech (jako Toytown), Włoszech, Norwegii, Hiszpanii, Szwecji i Szwajcarii. Każda krajowa strona, choć wygląda podobnie, ma osobne zespoły redakcyjne, z których każdy koncentruje się na swoim kraju. Tematyka The Local obejmuje bieżące wydarzenia, politykę, biznes, sport i kulturę, a także analizy i opinie. Redakcja macierzysta The Local Europe znajduje się w Sztokholmie. The Local posiada również anglojęzyczne fora dyskusyjne w Niemczech i Szwajcarii.